# Rohstoff
Rohstoff (niem. surówka) – nazwa zapisu koncertu zespołu Oomph!, który odbył się 23 maja 2006 roku w Berlinie. Ponadto na płycie znajdują się niemal wszystkie teledyski i materiały o zespole.

## Lista utworów

### Koncert (Berlin 2006)
1. Fragment
2. Träumst du?
3. Unsere Rettung
4. Keine Luft mehr
5. Du willst es doch auch
6. Fieber
7. Wenn du weinst
8. Die Schlinge
9. Supernova
10. Sex hat keine Macht
11. Mitten ins Herz
12. Das letzte Streichholz
13. Dein Feuer
14. Das weisse Licht
15. Mein Schatz
16. Dein Weg
17. Gekreuzigt
18. Niemand
19. Augen auf!
20. Brennende Liebe
21. Gott ist ein Popstar
22. Menschsein
23. Burn Your Eyes

### Teledyski
1. Gekreuzigt
2. Das weisse Licht
3. Fieber
4. Supernova
5. Niemand
6. Augen auf!
7. Brennende Liebe
8. Sex hat keine Macht
9. Gott ist ein Popstar
10. Das letzte Streichholz
11. Die Schlinge
12. Gekreuzigt 2006
13. The Power of Love
14. Träumst du?

### Teledyski – materiały typu making of
1. Supernova
2. Augen auf!
3. Brennende Liebe
4. Sex hat keine Macht
5. Gott ist ein Popstar
6. Das letzte Streichholz
7. Die Schlinge
8. Gekreuzigt 2006
9. Träumst du?